# Vincent Abril

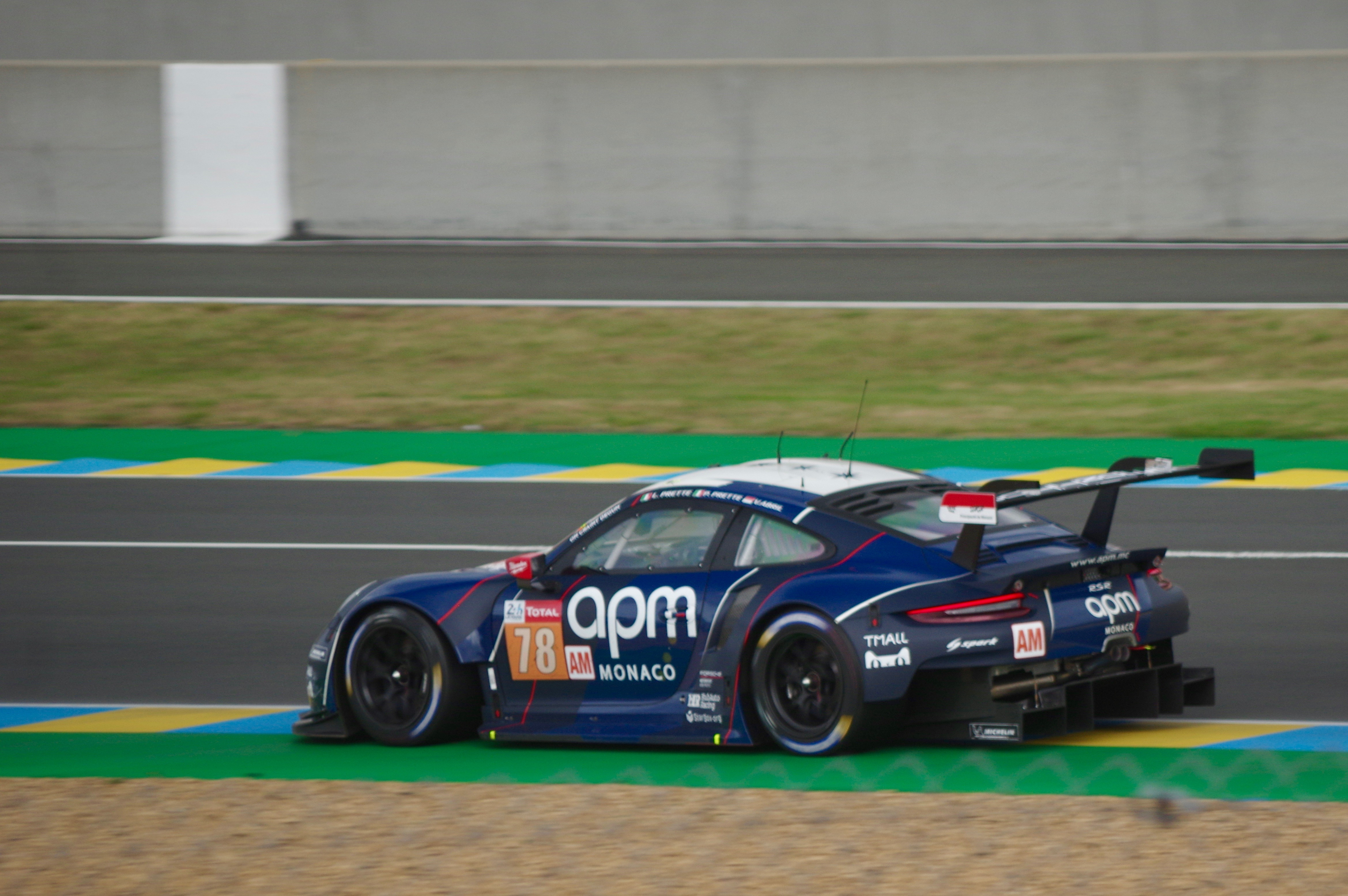
Der Porsche 911 RSR von Louis Prette, Philippe Prette und Vincent Abril beim 24-Stunden-Rennen von Le Mans 2019

Vincent Abril (* 1. März 1995 in Alès) ist ein französischer Autorennfahrer.

## Karriere als Rennfahrer
Vincent Abril begann seine professionelle Karriere zu Beginn der 2010er-Jahre in der Seat Leon Supercopa, wo er 2011 Fünfzehnter in der Endwertung wurde. Nach dem vierten Endrang in dieser Serie 2012 wechselte er 2013 in die französische GT-Meisterschaft, die er gemeinsam mit Dino Lunardi auf einem Audi R8 LMS ultra auch als Vierter beendete.
Seine größten Erfolge gelangen ihm in der Blancpain Sprint Series, deren Gesamtwertung er auf einem Bentley Continental GT3 2015 gewann. Dazu kam der zweite Endrang in der Blancpain Endurance Series 2017. 2019 gab er mit einem 26. Gesamtrang sein Debüt beim 24-Stunden-Rennen von Le Mans.  2020 fiel er nach einem Aufhängungsbruch am Ferrari 488 GTE Evo vorzeitig aus.

## Statistik

### Le-Mans-Ergebnisse
| Jahr | Team               | Fahrzeug            | Teamkollege    | Teamkollege      | Platzierung | Ausfallgrund |
| ---- | ------------------ | ------------------- | -------------- | ---------------- | ----------- | ------------ |
| 2019 | Proton Competition | Porsche 911 RSR     | Louis Prette   | Philippe Prette  | Rang 36     |              |
| 2020 | MR Racing          | Ferrari 488 GTE Evo | Takeshi Kimura | Kei Cozzolino    | Ausfall     | Aufhängung   |
| 2022 | AF Corse           | Ferrari 488 GTE Evo | Louis Prette   | Conrad Grunewald | Rang 42     |              |

### Einzelergebnisse in der FIA-Langstrecken-Weltmeisterschaft
| Saison  | Team                         | Rennwagen                       | 1   | 2   | 3   | 4   | 5   | 6   | 7   | 8   |
| ------- | ---------------------------- | ------------------------------- | --- | --- | --- | --- | --- | --- | --- | --- |
| 2018/19 | Proton Competition           | Porsche 911 RSR                 | SPA | LEM | SIL | FUJ | SHA | SEB | SPA | LEM |
| 2018/19 | Proton Competition           | Porsche 911 RSR                 |     |     |     |     | 36  |     |     |     |
| 2019/20 | Proton Competition MR Racing | Porsche 911 RSR Ferrari 488 GTE | SIL | FUJ | SHA | BAH | AUS | SPA | LEM | BAH |
| 2019/20 | Proton Competition MR Racing | Porsche 911 RSR Ferrari 488 GTE |     |     | 30  |     |     |     | DNF |     |
| 2022    | AF Corse                     | Ferrari 488 GTE                 | SEB | SPA | LEM | MON | FUJ | BAH |     |     |
| 2022    | AF Corse                     | Ferrari 488 GTE                 | 42  |     |     |     |     |     |     |     |